# Славін (Польща)
Славін (пол. Sławin) — село в Польщі, у гміні Серошевиці Островського повіту Великопольського воєводства.
Населення — 270 осіб (2011).

## Демографія
Демографічна структура станом на 31 березня 2011 року:
|          | Загалом | Допрацездатний вік | Працездатний вік | Постпрацездатний вік |
| -------- | ------- | ------------------ | ---------------- | -------------------- |
| Чоловіки | 141     | 35                 | 93               | 13                   |
| Жінки    | 129     | 24                 | 78               | 27                   |
| Разом    | 270     | 59                 | 171              | 40                   |